# Ruth Thompson
Ruth Thompson, née le 15 septembre 1887 à Whitehall (Michigan, États-Unis) et morte le 5 avril 1970 dans le comté d'Allegan (dans le même État), est une femme politique américaine membre du Parti républicain et représentante du Michigan entre 1951 et 1957.

### Sources
- (en) Cet article est partiellement ou en totalité issu de l’article de Wikipédia en anglais intitulé « Ruth Thompson » (voir la liste des auteurs).